# Gualtiero Grandini
Gualtiero Grandini (Milano, 6 ottobre 1967) è un allenatore di calcio ed ex calciatore italiano di ruolo difensore.

## Carriera

### Giocatore
La sua prima squadra professionistica è stata la Pro Sesto, in seguito gioca nel Pavia e nel Messina.
Nell'estate 1989 passa al Foggia, con il quale due stagioni dopo ottiene la promozione in Serie A, rimane ai rossoneri in massima serie fino al giugno del 1994.
In seguito milita nel Valdagno, prima di tornare per un anno di nuovo a Foggia.
Le sue ultime squadre professionistiche sono la Triestina ed il Novara.

### Allenatore
Una volta appese le scarpette al chiodo ha intrapreso la carriera di allenatore a livelli giovanili: Iniziando i primi due anni con i Giovanissimi Regionali dell'AS Cittadella passando poi per altri due anni a fare i Giiovanissimi Nazionali sempre per l'AS Cittadella. Dopo essere diventato il tecnico dei Giovanissimi Nazionali del Padova, dal 2009 al 2014 ha allenato gli Allievi Nazionali sempre per il Padova.
Nell'estate 2014 passa alla Biancoscudati Padova per allenare i Juniores Nazionali. Con questa formazione disputa la finale nazionale, venendo però sconfitto per 1-0 dal San Cesareo.
Il 18 giugno 2015, passa all'AltoVicentino per guidare gli Allievi Regionali.
Rientra poi al Padova per guidare la formazione Beretti.
Nella Stagione 20/21 passa ad allenare la formazione del San Giorgio in Bosco neopromossa in Eccellenza. Il 24 febbraio 2022, viene sollevato dall'incarico. Il 1 Novembre 2022 viene chiamato alla giuda del Saonara Villatora, formazione padovana, militante in Promozione. Nel 2023 passa all'Abano in Prima Categoria.

## Palmarès

### Giocatore

#### Competizioni nazionali
- Serie B: 1

Foggia: 1990-1991